# Крэчун, Артур
Артур Крэчун (рум. Artur Crăciun; род. 29 июня 1998, Кишинёв) — молдавский футболист, защитник клуба ЛКС и сборной Молдовы.

## Ранние годы
Родился 29 июня 1998 года в Кишинёве. Воспитанник футбольной школы клуба «Зимбру».

## Клубная карьера
Во взрослом футболе дебютировал в 2015 году выступлениями за «Зимбру», в котором провёл один сезон, приняв участие в 11 матчах чемпионата.
В 2017 году защищал цвета клубов «Шериф» и «Шериф-2», однако за основную команду так и не дебютировал.
Своими выступлениями за «Шериф-2» привлёк внимание представителей тренерского штаба клуба «Милсами», к которому присоединился в 2017 году. Следующие два сезона провёл за «Милсами», став основным игроком защиты команды.
В 2019 году заключил контракт с клубом «Университатя (Клуж-Напока)», в составе которого провёл следующий год своей игровой карьеры.
В 2020 году один сезон защищал цвета клуба «Гонвед», однако не смог закрепиться в основном составе. С 2021 по 2022 год выступал на правах аренды в составе клубов «Вииторул», «Сфынтул Георге», «Локомотив (Пловдив)» и «Царско село».
В течение 2022—2023 годов выступал за клуб «Хапоэль (Кфар-Сава)».
10 июля 2023 года Крэчун подписал однолетний контракт с польским клубом «Пуща» с возможностью продления. 23 июля 2023 года дебютировал за «Пущу» в матче против «Видзева», который закончился выездным поражением (2—3). Впоследствии регулярно появлялся в составе команды, помогая «Пуще» бороться за выживание в Экстракласе, забивая голы в домашних матчах против «Видзева» 11 декабря 2023 года и «Леха» 13 апреля 2024 года. Он также стал основным пенальтистом. 10 мая 2024 года «Пуща» воспользовалась опцией продления контракта с Крэчуном ещё на двенадцать месяцев.
20 июня 2025 года Крэчун перешёл в польский клуб «ЛКС» из Лодзи, подписав двухлетний контракт с возможностью продления ещё на год.

## Карьера в сборной
Выступал за сборные Молдовы различных возрастов.
14 ноября 2019 года дебютировал за национальную сборную Молдовы в отборочном матче Евро-2020 против сборной Франции, отыграв весь матч.

## Достижения
Милсами
- Кубок Молдовы: 2017/18
- Суперкубок Молдовы: 2019

Сфынтул Георге
- Кубок Молдовы: 2020/21[11]